# حصار شيتور (1535)
وقع حصار شيتور في عام 1535، عندما هاجم بهادور شاه سلطان الكجرات قلعة شيتور، بعد وفاة رانا سانغا، بهدف توسيع مملكته. وكان دفاع الحصون بقيادة أرامل سانغا.

## خلفية الحصار
كانت راني كارنافاتي، زوجة الراحل رانا سانغا حاكماً غير محبوب، ويرجع ذلك أساسًا إلى مزاجها القصير وغطرستها. لقد أهانت العديد من النبلاء ورجال الحاشية مما تسبب في مغادرة العديد من النبلاء لبلاطها. استغل سلطان الكجرات هذا الوضع ووضع خططًا لمهاجمة ميوار عام 1532، لكن راني كارنافاتي رفعت الحصار بدفع فدية. أبقت الفدية السلطان راضيًا لبضع سنوات، لكنه هاجم مرة أخرى ميوار في عام 1534. عند علمها بالغزو، طلبت راني كارنافاتي من سكان ميوار الدفاع عن شيتور. جاء المئات من العوام وكذلك النبلاء لندائها من الأسلحة، ولكن الجيش الغوجاراتي لا يزال يفوق عدد جيش الميواري بشكل كبير.

## الحصار

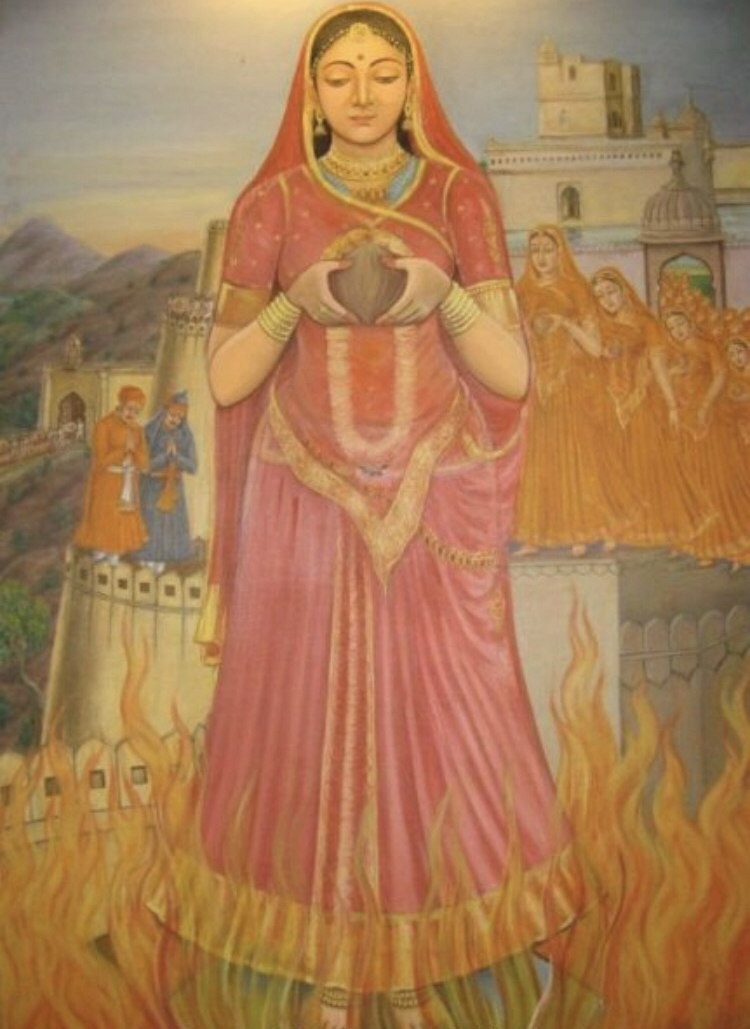
راني كارنافاتي تقوم بطقوس جوهار

كان جيش الميواري قادرًا على صد الهجمات حتى مارس 1535، وبعد ذلك نجحت المدفعية الكجراتية بقيادة رومي خان في اختراق دفاعات الحصن، قُتل راو دورغا وأرجون هادا والأخوان تشونداوات بعد محاولتهم صد هجمات الكجراتية. ثم ارتدت إحدى أرملات رانا سانغا، راني جواهر باي راثور، درعها وقادت طلعة جوية مع جنود الميواري ضد جيش السلطان، وألحقت الخراب في صفوف الكجراتية وقُتلت بعد أن ألحقت خسائر بالعدو. ارتكبت نساء شيتور بما في ذلك راني كارنافاتي طقوس جوهار والجنود المستعدين لساكا بقيادة باغ سينغ حاكم ديولا. هرب رانا فيكراماديتيا سينغ وأودي سينغ وممرضة أودي سينغ المخلصة بانا داي إلى بوندي. لم يكن بهادور شاه قادرًا على الاحتفاظ بـشيتور لفترة طويلة واستولت عليها سلالة سيسوديا في غضون وقت قصير من رحيله.
يحكي جيمس تود أن راني كارنافاتي أرسلت راخي (رباط هندوسي يرمز للأخوة) إلى همايون للمساعدة. ناشد بهادر شاه همايون للسماح له بالسيطرة على شيتور. كما تم إقناع همايون من قبل الحاشية له، وأخيراً اتخذ قراره بقوله: «إذا كنت أعارضه في هذا الوقت، فسأقدم المساعدة للكافر، وهذا الإجراء لا يتوافق مع قانون النبي والدين، لذلك يجب أن يكون هناك تأخير حتى يتم التخلص من هذه المسألة». إما أن همايون تخلى عن الأمر أو وصل متأخراً.
تلك الحكاية لا يعتبرها المؤرخون الحديثون حقيقة تاريخية ويذكرون ان جيمس تود اخترعها لاحقًا.